# Olios zulu
Olios zulu là một loài nhện trong họ Sparassidae.
Loài này thuộc chi Olios. Olios zulu được Eugène Simon miêu tả năm 1880.